# تو کسی هستی که من می‌خواهم
«تو کسی هستی که من می‌خواهم» (به انگلیسی: You're the One That I Want) یک تک‌آهنگ از هنرمند اهل ایالات متحده آمریکا جان تراولتا، الیویا نیوتن-جان است که در سال ۱۹۷۸ میلادی منتشر شد.

## نسخه‌های بازخوانی
کمدین‌های بریتانیایی آرتور مولارد و هیلدا بیکر نیز بازخوانی‌ای از این ترانه‌را در سال ۱۹۷۸ منتشر نمودند. این نسخه در جدول رده‌بندی بریتانیا رتبه ۲۲ را به خود اختصاص داد.
در سال ۱۹۷۸ کمدین‌های آلمانی دیتر هالروردن و هلگا فدرسن نسخهٔ پارودی‌ای را تحت عنوان دو، دی وانه ایست فول منتشر کردند. این ترانه در نمودارهای آلمان در رتبهٔ چهارم قرار گرفت.
همچنین در سال ۱۹۷۸ خوانندهٔ سوئدی سوانته تورسون نسخه‌ای تحت نام دت ار دج جک ویل ها منتشر کرد. این ترانه در سونسکتوپن به مقام چهارم رسید.
در سال ۲۰۲۱ رپر و خواننده آمریکایی دوجا کت این ترانه‌را در یک آگهی تجاری برای پپسی اجرا کرد تا خط تولید «سودا شاپ» آن‌ها را ترویج کند.